# Ghanaische Fußballnationalmannschaft der Frauen
Die ghanaische Fußballnationalmannschaft der Frauen (Spitzname: Black Queens) ist die Auswahl ghanaischer Fußballspielerinnen, die die Ghana Football Association (GFA) auf internationaler Ebene repräsentiert. Seit 2014 wird die Mannschaft von Yusif Basigi trainiert, der nebenbei als Cheftrainer des männlichen Ghana-Premier-League-Vereins Hasaacas arbeitet. Er trat somit die Nachfolge von A. K. Edusei an, der 2011 die Qualifikation zur WM und 2012 zu den Olympischen Spielen in London verfehlte. Die Abwehrspielerin Mercy Myles trat 2011 die Nachfolge der ehemaligen FF USV Jena Spielerin Adjoa Bayor als Mannschaftskapitänin an.
Die GFA-Auswahl zählt zu den erfolgreicheren Fußballnationalmannschaften Afrikas. Bereits dreimal stand sie im Endspiel einer Afrikameisterschaft. Außerdem konnte sich die Mannschaft dreimal für eine Weltmeisterschaft qualifizieren. Seit 2008 bleiben die Ergebnisse aber hinter den Erwartungen zurück und 2012 konnte sich die Mannschaft erstmals nicht für die Afrikameisterschaft qualifizieren.

## Internationale Wettbewerbe

### Die Nationalmannschaft bei den Olympischen Spielen
|  | - 1996: nicht teilgenommen - 2000: nicht qualifiziert - 2004: nicht qualifiziert - 2008: nicht qualifiziert | - 2012: nicht qualifiziert - 2016: nicht qualifiziert - 2020: nicht qualifiziert - 2024: nicht qualifiziert |

### Die Nationalmannschaft bei Weltmeisterschaften
| Jahr | Ergebnis           | Trainer         | Meiste Spiele                            | Meiste Tore             |
| ---- | ------------------ | --------------- | ---------------------------------------- | ----------------------- |
| 1991 | nicht qualifiziert |                 |                                          |                         |
| 1995 | nicht qualifiziert |                 |                                          |                         |
| 1999 | Vorrunde           | Emmanuel Afrani | 09 Spielerinnen mit 3 Spielen            | Nana Gyamfuah (1)       |
| 2003 | Vorrunde           | Oko Aryee       | 13 Spielerinnen mit 3 Spielen            | Alberta Sackey (2)      |
| 2007 | Vorrunde           | Isaac Paha      | 09 Spielerinnen mit 3 Spielen            | 3 Spielerinnen je 1 Tor |
| 2011 | nicht qualifiziert |                 |                                          |                         |
| 2015 | nicht qualifiziert |                 |                                          |                         |
| 2019 | nicht qualifiziert |                 |                                          |                         |
| 2023 | nicht qualifiziert |                 |                                          |                         |
| Alle |                    |                 | Adjoa Bayor und Memunatu Sulemana (je 9) | Alberta Sackey (2)      |

### Die Nationalmannschaft bei Afrikameisterschaften
|  | - 1991: Viertelfinale - 1995: Halbfinale - 1998: Zweiter - 2000: Dritter - 2002: Zweiter - 2004: Dritter - 2006: Zweiter | - 2008: Vorrunde - 2010: Vorrunde - 2012: nicht qualifiziert - 2014: Vorrunde - 2016: Dritter - 2018: Vorrunde - 2022: nicht qualifiziert |

### Die Nationalmannschaft bei den Afrikaspielen
- 2003: zurückgezogen[8]
- 2007: Dritter
- 2011: Zweiter
- 2015: Sieger

## Trainer
- Anthony K. Edusei[9]
- James Dadzie[10]